# (16878) Tombickler
(16878) Tombickler (1998 BL9) – planetoida z pasa głównego asteroid okrążająca Słońce w ciągu 4,39 lat w średniej odległości 2,68 j.a. Odkryta 24 stycznia 1998 roku.